# Aleje Solidarności w Poznaniu

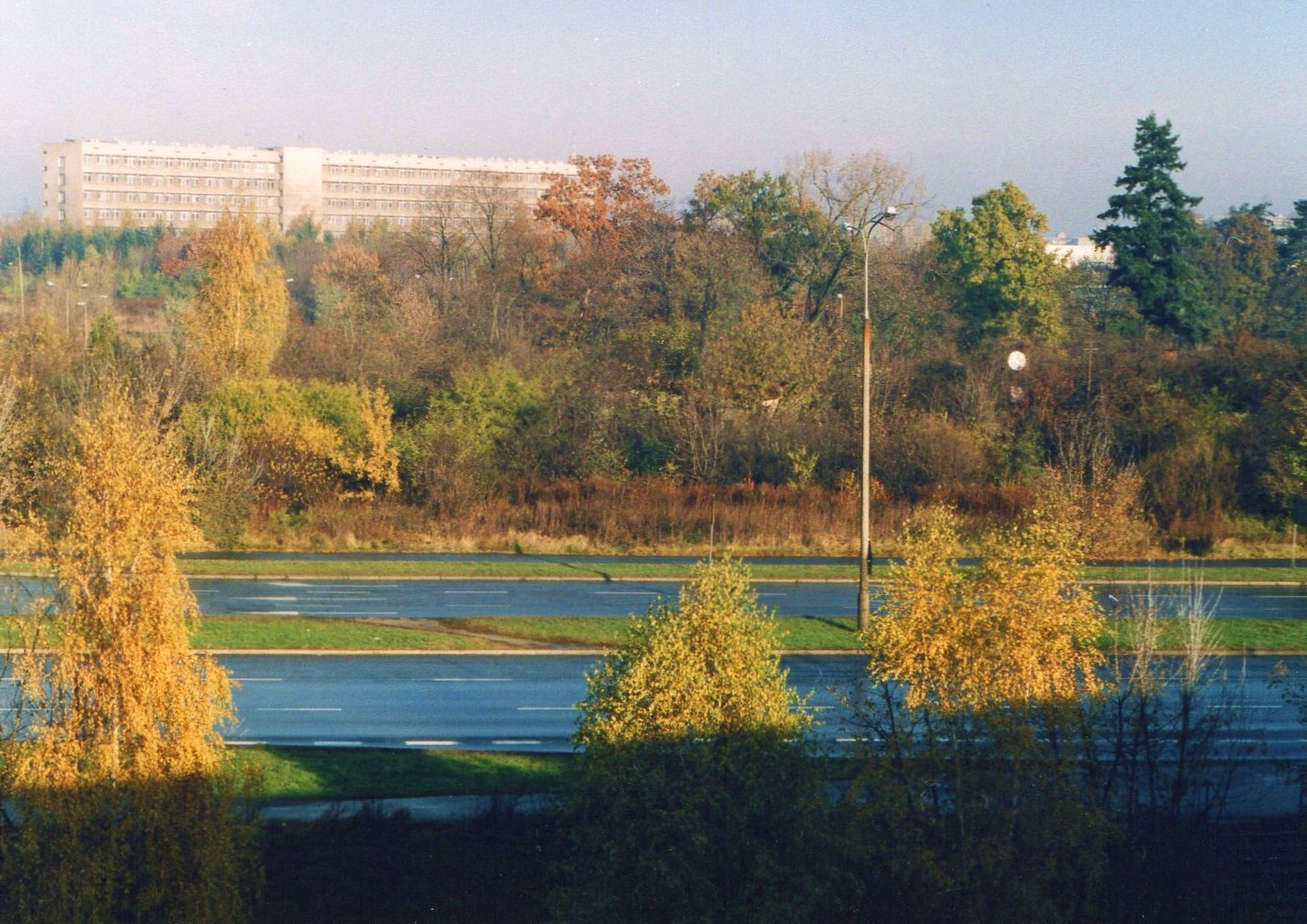
Aleje Solidarności w okolicy węzła z Trasą Niestachowską (październik 1997)

Aleje Solidarności – główna ulica Winograd, przebiegająca również przez Trójpole, Winiary i Golęcin w Poznaniu, odcinek tzw. II ramy komunikacyjnej. Wytyczona pod koniec lat 70. XX w. przy okazji budowy osiedli: Przyjaźni, Zwycięstwa i Kraju Rad.

## Nazwa
W 2005 roku, w 25. rocznicę porozumień sierpniowych zawartych przez NSZZ „Solidarność”, dotychczasową ulicę Serbską podzielono na dwie – Ulicę Serbską oraz Aleje Solidarności. 
Nazwę tę nosi również jedna ze stacji bezkolizyjnie krzyżującej się z aleją trasy PST.

## Obiekty
Na wysokości marketu Kaufland zachowane są betonowe pozostałości po hali sterowców, która funkcjonowała w tym miejscu od 1913. 
Do ulicy przylega Park Władysława Czarneckiego. Przy zachodnim krańcu zlokalizowano w początku lat 70. XX w. Szpital MSWiA. 
Zlokalizowany przy ulicy Poznański Ośrodek Specjalistycznych Usług Medycznych (POSUM) zwyciężył w ogólnopolskim plebiscycie "Modernizacja Roku" w kategorii zdrowie i opieka społeczna za rok 2016.